# Eógan mac Néill
Eógan mac Néill, figlio di Niall Noígiallach (... – 465), è stato un re irlandese che fondò il regno di Ailech (poi Tír Eógain e oggi contea di Tyrone) nel V secolo.
Fu antenato della dinastia dei Cenél nEógain e dei suoi clan (O'Neill, O'Docherty, O'Boyle, ecc.).
Amico stretto di San Patrizio, insieme al fratello, il re supremo Lóegaire mac Néill (morto nel 462), fu giudice in una disputa per la successione ad Amalgaid (morto nel 440), re del Connacht, nata tra i suoi figli per i territori di Tir Amalgaidh (Connacht nord-orientale). Eoghan, re di Tír Eógan, e principe di InnisEoghan fu sepolto nella chiesa di San Patrizio a Iskaheen, Innishowen, Donegal. Tra i suoi figli ci sono: Muiredach mac Eógain, successore sul trono di Ailech, Fergus, fondatore dei Cenél Fergusa, e Echach Binnich, fondatore dei Cenél mBinnig.